# Журавлёв, Юрий Михайлович
Юрий Михайлович Журавлёв (2 июля 1941, Бугуруслан Оренбургской области, РСФСР, СССР — 19 марта 2014, Санкт-Петербург) — советский и российский военачальник, военный инженер. Начальник космодрома Плесецк. Генерал-лейтенант (1994), доктор технических наук (1998), кандидат военных наук, член-корреспондент Российской инженерной академии.

## Биография
В 1948—1958 годах — учился в общеобразовательной школе № 12, Бугуруслан.
В 1958—1961 годах — учёба в 1-м военном авиационно-техническом училище (1-е ВАТУ, в/ч 54495, г.Вольск).
С 1961 года, по окончании училища, служил в 403-м Гвардейском ракетном полку (г/п "Ружаны", Белорусский Военный округ) командиром взвода, командиром батареи.
С ноября 1972 года по октябрь 1974 года — заместитель командира 2-го дивизиона 403 гвардейского ракетного полка (г/п Ружаны).
С 1974 года по 1975 год — заместитель командира 1-го дивизиона 403 гвардейского ракетного полка (г/п Ружаны).
В 1975 году заочно окончил Военную Академию имени Ф.Э. Дзержинского по специальности «Системы управления летательных аппаратов и технологическое оборудование» (2-й факультет), г. Москва.
В 1975—1977 годах — заместитель командира 403 гвардейского ракетного полка (г/п Ружаны).
В 1977—1978 годах — подполковник, командир 330 ракетного полка (г. Знаменск, Калининградская обл., Р-12н) 24-й ракетной дивизии (г. Гвардейск).
В 1978—1981 годах проходил службу на основных командно-штабных должностях в управлении 24-й ракетной дивизии.
С 1981 года по 1984 год — полковник, начальник штаба 40-й Красносельской Краснознамённой ордена Суворова ракетной дивизи (город Остров, Псковская область) 50-й ракетной армии (г. Смоленск).
В 1982 году повторно окончил Военную академию им. Ф. Э. Дзержинского по командно-штабной, оперативно-тактической специальности (инженерный факультет) — заочно.
С 1984 года по 1988 год — полковник, затем генерал-майор, командир 31-я гвардейской Брянской-Берлинской Краснознамённой ордена Суворова ракетной дивизии (Пружаны) 50-й ракетной армии (г. Смоленск).
В 19?? году окончил высшие академические курсы Военной академии Генерального штаба Вооружённых Сил.
С сентября 1988 года по 1993 год — начальник штаба космодрома Плесецк (53-го научно-исследовательского и испытательного полигона Министерства обороны).
С 4 августа 1993 года по 1999 год — начальник космодрома Плесецк (53-го государственного испытательного полигона Министерства обороны, с декабря 1997 года — 1-го Государственного испытательного космодрома Министерства обороны). Указом Президента Российской Федерации № 369 от 22 февраля 1994 года Журавлёву было присвоено воинское звание генерал-лейтенант.
На полигоне Плесецк проводились испытания ракет РТ-2, РТ-2П, РТ-20П, «Темп-2С», РТ-2ПМ, РТ-23, РТ-23УТТХ, «Тополь-М» и их модификаций.
После увольнения в запас в 1999 году проживал в Санкт-Петербурге.
Разработал методы отработки сложных технических комплексов, рационального планирования испытаний, совершенствования экспериментально-испытательной базы, внедрения новых средств и способов проведения испытаний, новые программно-методические документы и принципы оценки характеристик комплексов. Провёл исследование по проблеме общегосударственного значения отработки и обеспечения экологической безопасности ракетных и ракетно-космических комплексов. Руководил развитием конверсионных программ.
Под его руководством на полигоне проводились испытания и отработка технологии запусков космических аппаратов с мобильного ракетно-космического комплекса «Старт», который позволял производить запуски космических аппаратов с любого места наземной поверхности с минимальной подготовкой.
Разработал предложения по автоматизированной системе экологического мониторинга полигона, районов падения по трассам полётов, прилегающих территорий с целью обеспечения отработки экологических характеристик комплексов и создания единой системы поддержания экологической безопасности и оперативного распространения информации о состоянии окружающей среды.
Умер в 2014 году, похоронен на Серафимовском кладбище города Санкт-Петербурга.

Могила Журавлёва на Серафимовском кладбище Санкт-Петербурга.

## Награды
- орден «За военные заслуги» (1996)
- орден Красной Звезды (1990)
- орден «За службу Родине в Вооружённых Силах СССР» 3-й степени (1980)
- Медали, в том числе:
  - «За воинскую доблесть. В ознаменование 100-летия со дня рождения Владимира Ильича Ленина»
  - «300 лет Российскому флоту»
  - «В память 300-летия Санкт-Петербурга»
  - «Ветеран Вооружённых Сил СССР»
  - «За безупречную службу» 1-й степени
- Орден святого благоверного князя Даниила Московского 3-й степени (РПЦ)

## Автор трудов
- Структура планирования полигонных испытаний / Журавлев, Ю. М. / Исходные данные и ограничения для составления планов испытаний / Учебное пособие. М., 1990;
- Проблема экологии / Журавлев, Ю. М. / Учебное пособие. М., 1991;
- Влияние деятельности полигона «Плесецк» на экологическую обстановку в Архангельской области / Журавлев, Ю. М. / Материалы Всероссийской конференции. М., 1993.
- Перспективы развития космодрома «Плесецк» и направления интеграции его в экономику Архангельской области / Журавлев, Ю. М. / Научно-техническая политика и развитие новых отраслей экономики Архангельской области: Тез. докл. науч.-практ. конф. — Архангельск, 1998.